# William M. Mann
William M. Mann (1886 – 1960) è stato un entomologo statunitense.

## Biografia
Nel 1921 partecipò alla Spedizione Mulford in Amazzonia.
Fu il quinto direttore dello Smithsonian National Zoological Park di Washington dal 1925 al 1956.
Nel 1926 sposò Lucile Quarry Mann, con la quale lavorò per migliorare e promuovere lo zoo, anche partecipando a spedizioni in tutto il mondo per prelevare esemplari vivi per popolare la collezione dello zoo.

## Pubblicazioni
- Mann, W. M. 1912. Parabiosis in Brazilian ants. Psyche (Camb.) 19: 36-41 [1912-IV]
- Mann, W. M. 1915. A new form of a southern ant from Naushon Island, Massachusetts. Psyche (Camb.) 22: 51
- Mann, W. M. 1916. The Stanford Expedition to Brazil, 1911, John C. Branner, Director. The ants of Brazil. Bull. Mus. Comp. Zool. 60: 399-490
- Mann, W. M. 1919. The ants of the British Solomon Islands. Bull. Mus. Comp. Zool. 63: 273-391
- Mann, W. M. 1920b. Additions to the ant fauna of the West Indies and Central America. Bull. Am. Mus. Nat. Hist. 42: 403-439
- Mann, W. M. 1921. The ants of the Fiji Islands. Bull. Mus. Comp. Zool. 64: 401-499
- Mann, W. M. 1922. Ants from Honduras and Guatemala. Proc. U. S. Natl. Mus. 61: 1-54
- Mann, W. M. 1923. Two new ants from Bolivia. (Results of the Mulford Biological Exploration. - Entomology.). Psyche (Camb.) 30: 13-18
- Mann, W. M. 1924a. Notes on Cuban ants. Psyche (Camb.) 31: 19-23
- Mann, W. M. 1925a. New beetle guests of army ants. J. Wash. Acad. Sci. 15: 73-77
- Mann, W. M. 1925b. Ants collected by the University of Iowa Fiji-New Zealand Expedition. Stud. Nat. Hist. Iowa Univ. 11(4 4: 5-6
- Mann, W. M. 1926. Some new neotropical ants. Psyche (Camb.) 33: 97-107
- Mann, W. M. 1929. Notes on Cuban ants of the genus Macromischa (Hymenoptera: Formicidae). Proc. Entomol. Soc. Wash. 31: 161-166
- Mann, W. M. 1931. A new ant from Porto Rico. J. Wash. Acad. Sci. 21: 440-441
- Mann, W. M. 1935. Two new ants collected in quarantine. Psyche (Camb.) 42: 35-37
- Mann, W. M. 1950. Ant Hill Odyssey, Little, Brown and Company, Boston
- Wheeler, W. M.; Mann, W. M. 1914. The ants of Haiti. Bull. Am. Mus. Nat. Hist. 33: 1-61
- Wheeler, W. M.; Mann, W. M. 1916. The ants of the Phillips Expedition to Palestine during 1914. Bull. Mus. Comp. Zool. 60: 167-174
- Wheeler, W. M.; Mann, W. M. 1942a. [Untitled. Pseudomyrma picta Stitz var. heterogyna Wheeler and Mann, var. nov.]. pp. 172–173 in: Wheeler, W. M. Studies of Neotropical ant-plants and their ants. Bull. Mus. Comp. Zool. 90:1-262.
- Wheeler, W. M.; Mann, W. M. 1942b. [Untitled. Pseudomyrma triplarina (Weddell) var. rurrenabaquensis Wheeler & Mann, var. nov.]. pp. 188–189 in: Wheeler, W. M. Studies of Neotropical ant-plants and their ants. Bull. Mus. Comp. Zool. 90:1-262.
- Wheeler, W. M.; Mann, W. M. 1942c. [Untitled. Allomerus decemarticulatus Mayr subsp. novemarticulatus Wheeler & Mann, subsp. nov.]. P. 199 in: Wheeler, W. M. Studies of Neotropical ant-plants and their ants. Bull. Mus. Comp. Zool. 90:1-262.
- Wheeler, W. M.; Mann, W. M. 1942g. [Untitled. Azteca brevicornis Mayr var. boliviana Wheeler & Mann, var. nov.]. P. 225 in: Wheeler, W. M. Studies of Neotropical ant-plants and their ants. Bull. Mus. Comp. Zool. 90:1-262.
- Wheeler, W. M.; Mann, W. M. 1942h. [Untitled. Azteca ulei Forel var. gagatina Wheeler and Mann var. nov.]. P. 246 in: Wheeler, W. M. Studies of Neotropical ant-plants and their ants. Bull. Mus. Comp. Zool. 90:1-262.
- Wheeler, W. M.; Mann, W. M. 1942i. [Untitled. Myrmelachista (Decamera) schumanni Emery var. cordincola Wheeler & Mann, var. nov.]. P. 255 in: Wheeler, W. M. Studies of Neotropical ant-plants and their ants. Bull. Mus. Comp. Zool. 90:1-262.[2]